# Балабанов, Минас Ильич
Минас Ильич Балабанов (1844—1924) — общественный деятель и благотворитель, городской голова Ростова-на-Дону.

## Биография
Родился в 1844 году в богатой купеческой семье: был вторым сыном в семье Ильи Балабанова — купца 1-й гильдии.
В 1859—1864 годах участвовал в военных действиях против горцев на Кавказе. Имел награды командующего войсками Кубанской области.
Его деятельность на общественном поприще в Нахичевани началась в марте 1870 года — он был избран членом Попечительского совета Человеколюбивого братства, в котором состоял до 1872 года. В мае 1872 года был избран в гласные Нахичеванской Городской думы, в которую затем непрерывно избирался вплоть до 1913 года. С 1874 по 1878 год являлся членом Приёмного комитета Нахичеванского-на-Дону Общества взаимного кредита. В 1874 году был избран членом Городской управы.
В 1879 году Балабанов стал членом Попечительского совета Армянского духовного училища. С 1881 по 1885 год снова был членом Городской управы. В мае 1883 года был утверждён Министром финансов членом Учётного комитета Ростовской-на-Дону конторы Государственного банка. В 1885 году Минаса Балабанова избрали на должность заместителя городской головы. В 1888 году стал городским головой Нахичевани. С 1893 по 1897 год — гласный Городской думы. В 1897 году вновь стал городским головой; одновременно в 1901—1905 годах — гласный Ростовской Городской думы.
Активная общественная деятельность Минаса Ильича Балабановаа продолжалась до 1913 года. За этот период он течение 21 года (с короткими перерывами) занимал должность городского головы. В этом же году с донской делегацией он участвовал в Петербурге в торжественных мероприятиях, посвящённых 300-летию дома Романовых и стал отходить от общественных дел.
Накануне Октябрьской революции он выехал за границу, куда перевел часть своих капиталов. Историк и краевед А. С. Хатламаджиян установил точную дату и место его смерти: Минас Балабанов умер 30 апреля 1924 года в Ростове-на-Дону от крупозного воспаления лёгких.
В 2021 году на Армянском кладбище в Ростове-на-Дону М. И. Балабанову установили кенотаф.

## Награды
М. И. Балабанов был награждён орденами «Золотая Бухарская звезда» (Бухара) и «Льва и Солнца» III степени, а также медалями:
- золотые медали с надписью «За усердие» для ношения на Станиславской, Владимирской и Александровской лентах,
- золотая медаль на Аннинской ленте,
- тёмно-бронзовая медаль с надписью «За труды» на ленте из государственных цветов для ношения на груди за участие во всеобщей переписи населения.